# Campeonato Brasileño de Fútbol Serie C 2010
La temporada 2010 fue la 20.ª edición del Campeonato Brasileño de Serie C, la tercera categoría del fútbol de Brasil. El torneo dio inicio el 16 de junio y finalizó el 20 de noviembre del año en curso y fue disputado por 20 clubes, de los cuales los cuatro mejores equipos ascendieron a la «Serie-B 2011» y los cuatro últimos descendieron a la «Serie-D 2011».

## Sistema de competición
La edición de 2010 conservó el formato vigente desde la temporada anterior, donde los clubes participantes fueron divididos inicialmente en cuatro grupos de cinco clubes, con los dos primeros de cada grupo avanzando a segunda fase. En segunda fase los ocho clubes disputan una ronda de eliminación directa, cuartos de final, semifinales y final.

## Equipos participantes
| Equipo          | Ciudad             | Estado              | 2009          | Estadio            | Capacidad |
| --------------- | ------------------ | ------------------- | ------------- | ------------------ | --------- |
| ABC             | Natal              | Río Grande do Norte | 20º (Série B) | Frasqueirão        | 18.000    |
| Águia de Marabá | Marabá             | Pará                | 12º           | Zinho de Oliveira  | 4.000     |
| Alecrim         | Natal              | Río Grande do Norte | 4º (Série D)  | Machadão           | 30.000    |
| Brasil          | Pelotas            | Río Grande do Sul   | 6º            | Bento Freitas      | 18.000    |
| Campinense      | Campina Grande     | Paraíba             | 19º (Série B) | O Amigão           | 35.000    |
| Caxias          | Caxias do Sul      | Río Grande do Sul   | 5º            | Francisco Stédile  | 30.822    |
| Chapecoense     | Chapecó            | Santa Catarina      | 3º (Série D)  | Arena Condá        | 15.000    |
| CRB             | Maceió             | Alagoas             | 16º           | Estadio Rei Pelé   | 20.801    |
| Criciúma        | Criciúma           | Santa Catarina      | 15º           | Heriberto Hülse    | 22.000    |
| Fortaleza       | Fortaleza          | Ceará               | 18º (Série B) | Castelão           | 58.400    |
| Gama            | Gama               | Distrito Federal    | 14º           | Bezerrão           | 20.000    |
| Ituiutaba       | Ituiutaba          | Minas Gerais        | 11º           | Fazendinha         | 3.840     |
| Juventude       | Caxias do Sul      | Rio Grande do Sul   | 17º (Série B) | Alfredo Jaconi     | 23.726    |
| Luverdense      | Lucas do Rio Verde | Mato Grosso         | 13º           | Passo das Emas     | 4.000     |
| Macaé           | Macaé              | Río de Janeiro      | 2º (Série D)  | Cláudio Moacyr     | 15.000    |
| Marília         | Marília            | São Paulo           | 9º            | Bento de Abreu     | 17.963    |
| Paysandu        | Belém              | Pará                | 8º            | Curuzu             | 12.500    |
| Rio Branco      | Rio Branco         | Acre                | 7º            | Arena da Floresta  | 20.000    |
| Salgueiro       | Salgueiro          | Pernambuco          | 10º           | Cornélio de Barros | 5.000     |
| São Raimundo    | Santarém           | Pará                | 1º (Série D)  | Colosso do Tapajós | 19.254    |

## Primera fase

### Grupo A
| Pos | Equipos           | J | V | E | D | GF | GC | DG | Pts |
| --- | ----------------- | - | - | - | - | -- | -- | -- | --- |
| 1.  | Paysandu          | 8 | 4 | 2 | 2 | 15 | 9  | 6  | 14  |
| 2.  | Águia de Marabá   | 8 | 3 | 3 | 2 | 11 | 7  | 4  | 12  |
| 3.  | Fortaleza         | 8 | 2 | 6 | 0 | 9  | 7  | 2  | 12  |
| 4.  | Rio Branco (AC)   | 8 | 2 | 4 | 2 | 12 | 17 | -5 | 10  |
| 5.  | São Raimundo (PA) | 8 | 0 | 3 | 5 | 8  | 15 | -7 | 3   |

- J=Partidos jugados; G=Partidos ganados; E=Partidos empatados; P=Partidos perdidos; GF=Goles a favor; GC=Goles en contra; Dif=Diferencia de goles; Pts=Puntos;.

|  |                               |
|  | Clasificados a Segunda fase.  |
|  | Descendido a la Serie D 2011. |

### Grupo B
| Pos | Equipos     | J | V | E | D | GF | GC | DG | Pts |
| --- | ----------- | - | - | - | - | -- | -- | -- | --- |
| 1   | ABC Natal   | 8 | 3 | 3 | 2 | 11 | 6  | 5  | 12  |
| 2   | Salgueiro   | 8 | 3 | 2 | 3 | 11 | 12 | -1 | 11  |
| 3   | CRB Alagoas | 8 | 3 | 2 | 3 | 8  | 11 | -3 | 11  |
| 4   | Campinense  | 8 | 3 | 1 | 4 | 7  | 7  | 0  | 10  |
| 5   | Alecrim     | 8 | 2 | 4 | 2 | 9  | 10 | -1 | 10  |

- J=Partidos jugados; G=Partidos ganados; E=Partidos empatados; P=Partidos perdidos; GF=Goles a favor; GC=Goles en contra; Dif=Diferencia de goles; Pts=Puntos;.

|  |                               |
|  | Clasificados a Segunda fase.  |
|  | Descendido a la Serie D 2011. |

### Grupo C
| Pos | Equipos    | J | V | E | D | GF | GC | DG | Pts |
| --- | ---------- | - | - | - | - | -- | -- | -- | --- |
| 1   | Ituiutaba  | 8 | 4 | 3 | 1 | 9  | 4  | 5  | 15  |
| 2   | Macaé      | 8 | 4 | 2 | 2 | 12 | 8  | 4  | 14  |
| 3   | Luverdense | 8 | 3 | 3 | 2 | 12 | 10 | 2  | 12  |
| 4   | Marília    | 8 | 1 | 3 | 4 | 7  | 12 | -5 | 6   |
| 5   | Gama       | 8 | 0 | 5 | 3 | 5  | 11 | -6 | 5   |

- J=Partidos jugados; G=Partidos ganados; E=Partidos empatados; P=Partidos perdidos; GF=Goles a favor; GC=Goles en contra; Dif=Diferencia de goles; Pts=Puntos;.

|  |                               |
|  | Clasificados a Segunda fase.  |
|  | Descendido a la Serie D 2011. |

### Grupo D
| Pos | Equipos           | J | V | E | D | GF | GC | DG | Pts |
| --- | ----------------- | - | - | - | - | -- | -- | -- | --- |
| 1   | Criciúma          | 8 | 3 | 3 | 2 | 9  | 4  | 5  | 12  |
| 2   | Chapecoense       | 8 | 3 | 2 | 3 | 9  | 9  | 0  | 11  |
| 3   | SER Caxias        | 8 | 2 | 4 | 2 | 6  | 6  | 0  | 10  |
| 4   | Brasil de Pelotas | 8 | 2 | 4 | 2 | 4  | 5  | -1 | 10  |
| 5   | Juventude         | 8 | 1 | 5 | 2 | 6  | 8  | -2 | 8   |

- J=Partidos jugados; G=Partidos ganados; E=Partidos empatados; P=Partidos perdidos; GF=Goles a favor; GC=Goles en contra; Dif=Diferencia de goles; Pts=Puntos;.

|  |                               |
|  | Clasificados a Segunda fase.  |
|  | Descendido a la Serie D 2011. |

## Fase final
Los 8 clubes finalistas disputan cuartos de final, semifinales y final. los cuatro equipos semifinalistas ascienden a la Serie-B 2011.
|  | Cuartos de final   | Cuartos de final   | Cuartos de final   |   |               | Semifinales                     | Semifinales                     | Semifinales                     |  |           | Final                | Final                | Final                |  |
|  | 9 al 24 de octubre | 9 al 24 de octubre | 9 al 24 de octubre |   |               | 30 de octubre al 7 de noviembre | 30 de octubre al 7 de noviembre | 30 de octubre al 7 de noviembre |  |           | 13 y 20 de noviembre | 13 y 20 de noviembre | 13 y 20 de noviembre |  |
|  |                    |                    |                    |   |               |                                 |                                 |                                 |  |           |                      |                      |                      |  |
|  |                    |                    |                    |   |               |                                 |                                 |                                 |  |           |                      |                      |                      |  |
|  | Paysandu           | 1                  | 2                  |   |               |                                 |                                 |                                 |  |           |                      |                      |                      |  |
|  | Paysandu           | 1                  | 2                  |   |               |                                 |                                 |                                 |  |           |                      |                      |                      |  |
|  | Salgueiro          | 1                  | 3                  |   |               |                                 |                                 |                                 |  |           |                      |                      |                      |  |
|  | Salgueiro          | 1                  | 3                  |   | Salgueiro     | 1                               | 0                               |                                 |  |           |                      |                      |                      |  |
|  |                    |                    |                    |   | Salgueiro     | 1                               | 0                               |                                 |  |           |                      |                      |                      |  |
|  |                    |                    | ABC Natal          | 1 | 2             |                                 |                                 |                                 |  |           |                      |                      |                      |  |
|  | ABC Natal          | 1                  | ABC Natal          | 1 | 2             | 3                               |                                 |                                 |  |           |                      |                      |                      |  |
|  | ABC Natal          | 1                  |                    |   |               |                                 |                                 |                                 |  |           |                      |                      |                      |  |
|  | Águia de Marabá    | 0                  | 1                  |   |               |                                 |                                 |                                 |  |           |                      |                      |                      |  |
|  | Águia de Marabá    | 0                  | 1                  |   |               |                                 |                                 |                                 |  | ABC Natal | 1                    | 0                    |                      |  |
|  |                    |                    |                    |   |               |                                 |                                 |                                 |  | ABC Natal | 1                    | 0                    |                      |  |
|  |                    |                    | Ituiutaba          | 0 | 0             |                                 |                                 |                                 |  |           |                      |                      |                      |  |
|  | Chapecoense        | 1                  | Ituiutaba          | 0 | 0             | 0                               |                                 |                                 |  |           |                      |                      |                      |  |
|  | Chapecoense        | 1                  |                    |   |               |                                 |                                 |                                 |  |           |                      |                      |                      |  |
|  | Ituiutaba (v)      | 1                  | 0                  |   |               |                                 |                                 |                                 |  |           |                      |                      |                      |  |
|  | Ituiutaba (v)      | 1                  | 0                  |   | Ituiutaba (p) | 1                               | 1 (4)                           |                                 |  |           |                      |                      |                      |  |
|  |                    |                    |                    |   | Ituiutaba (p) | 1                               | 1 (4)                           |                                 |  |           |                      |                      |                      |  |
|  |                    |                    | Criciúma           | 1 | 1 (2)         |                                 |                                 |                                 |  |           |                      |                      |                      |  |
|  | Criciúma           | 2                  | Criciúma           | 1 | 1 (2)         | 2                               |                                 |                                 |  |           |                      |                      |                      |  |
|  | Criciúma           | 2                  |                    |   |               |                                 |                                 |                                 |  |           |                      |                      |                      |  |
|  | Macaé              | 3                  | 0                  |   |               |                                 |                                 |                                 |  |           |                      |                      |                      |  |
|  | Macaé              | 3                  | 0                  |   |               |                                 |                                 |                                 |  |           |                      |                      |                      |  |
|  |                    |                    |                    |   |               |                                 |                                 |                                 |  |           |                      |                      |                      |  |

### Final
| 13 de noviembre de 2011 | Ituiutaba | 0 – 1 | ABC de Natal | Parque do Sábia, Uberlândia  |  |
|                         |           |       |              | Asistencia: --- espectadores |  |

| 20 de noviembre de 2011 | ABC de Natal | 0 – 0 | Ituiutaba | Frasqueirão, Natal              |  |
|                         |              |       |           | Asistencia: 15.153 espectadores |  |

| Campeón Brasileño 2010 Serie C |
| Río Grande do Norte            |
| ------------------------------ |
| ABC de Natal (1º título)       |